# Masakr v Amritsaru

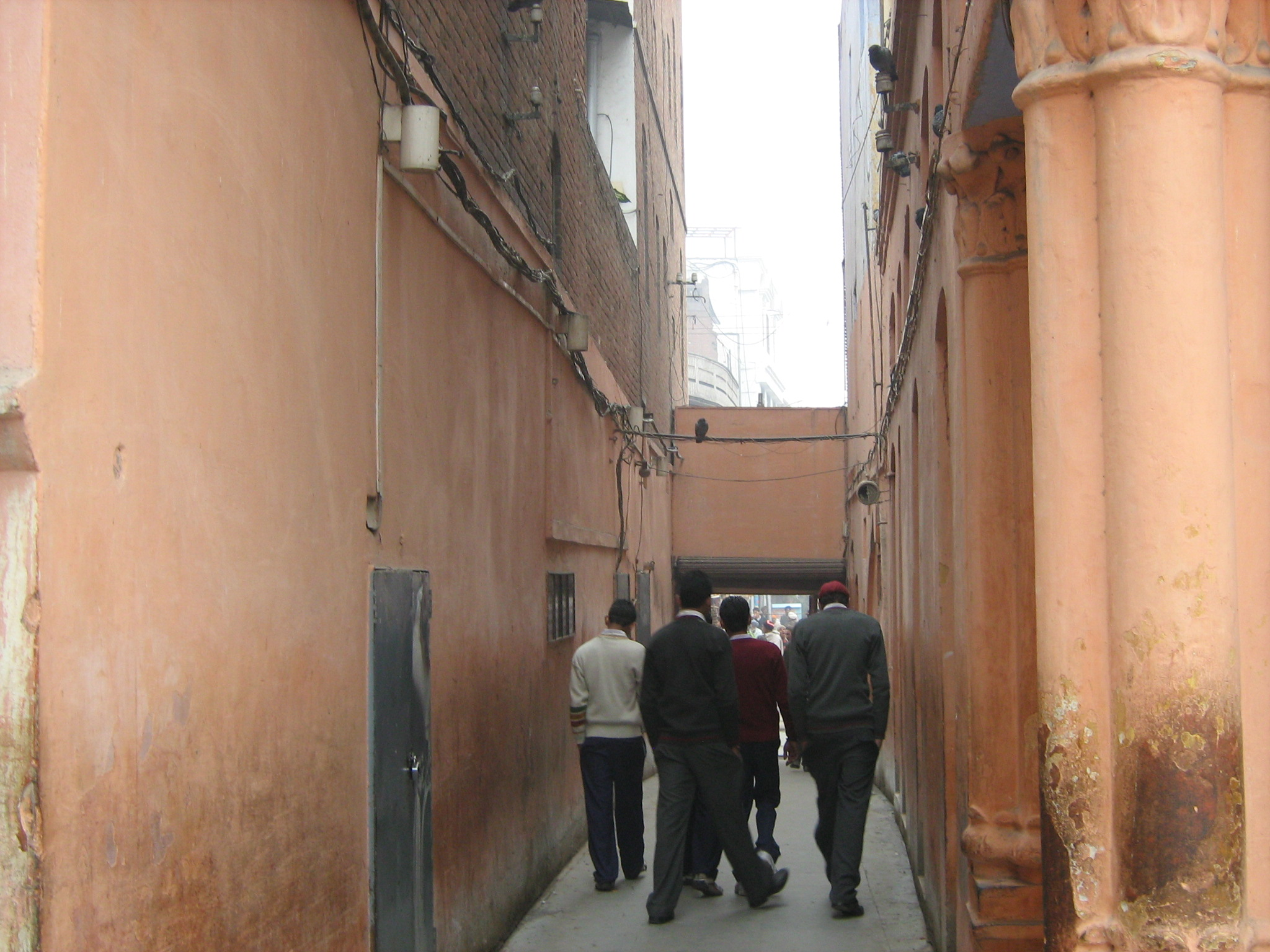
Úzký průchod do parku Džallijáanválá Bagh

Amritsarský masakr se odehrál 13. dubna 1919, když se dav nenásilných demonstrantů a náboženských poutníků shromáždil v uzavřeném parku jménem Džallijáanválá Bagh v paňdžábském městě Amritsar. Na nenásilnou demonstraci začali střílet příslušníci Britské Indické armády pod vedením plukovníka Reginalda Dyera. Civilisté se shromáždili k oslavě nového roku Baisákhí, náboženského a kulturního festivalu obyvatel Paňdžábu. Jelikož přicházeli z venkova, nemuseli si být vědomí stanného práva, které bylo ve městě vyhlášeno.
Džallijáanválá Bagh je veřejně přístupná zahrada o rozloze asi 28 000 m² ohraničená zdí s pěti úzkými vchody. Při vstupu vojáci nejprve zahradili vstup tankem a zahradili východ. Na Dyerův příkaz zahájili střelbu do davu, která trvala deset minut a směřovala směrem k nezahrazeným východům, kterými se civilisté snažili uniknout. Podle tehdejších britských údajů bylo zabito 379 lidí a 1200 zraněno. Jiné zdroje uvádějí počet obětí kolem 1000. Tato „brutalita ohromila celý národ“, a způsobila „ztrátu víry“ indické veřejnosti vůči záměrům Spojeného království. Nedostatečné vyšetřování a počáteční ocenění Dyerova jednání britskou Sněmovna lordů posílilo hněv mas a vedlo ke vzniku Indického hnutí za nezávislost vedeného Mahátmou Gándhím.